# Crypte de Charasson
La crypte de Charasson est un monument, protégé des monuments historiques, situé à Le Blanc, dans le département français de l'Indre.

## Histoire
Ancienne cave collective de vignerons, la crypte est classée monument historique en 1928.